# Lijst van Haagse primeurs

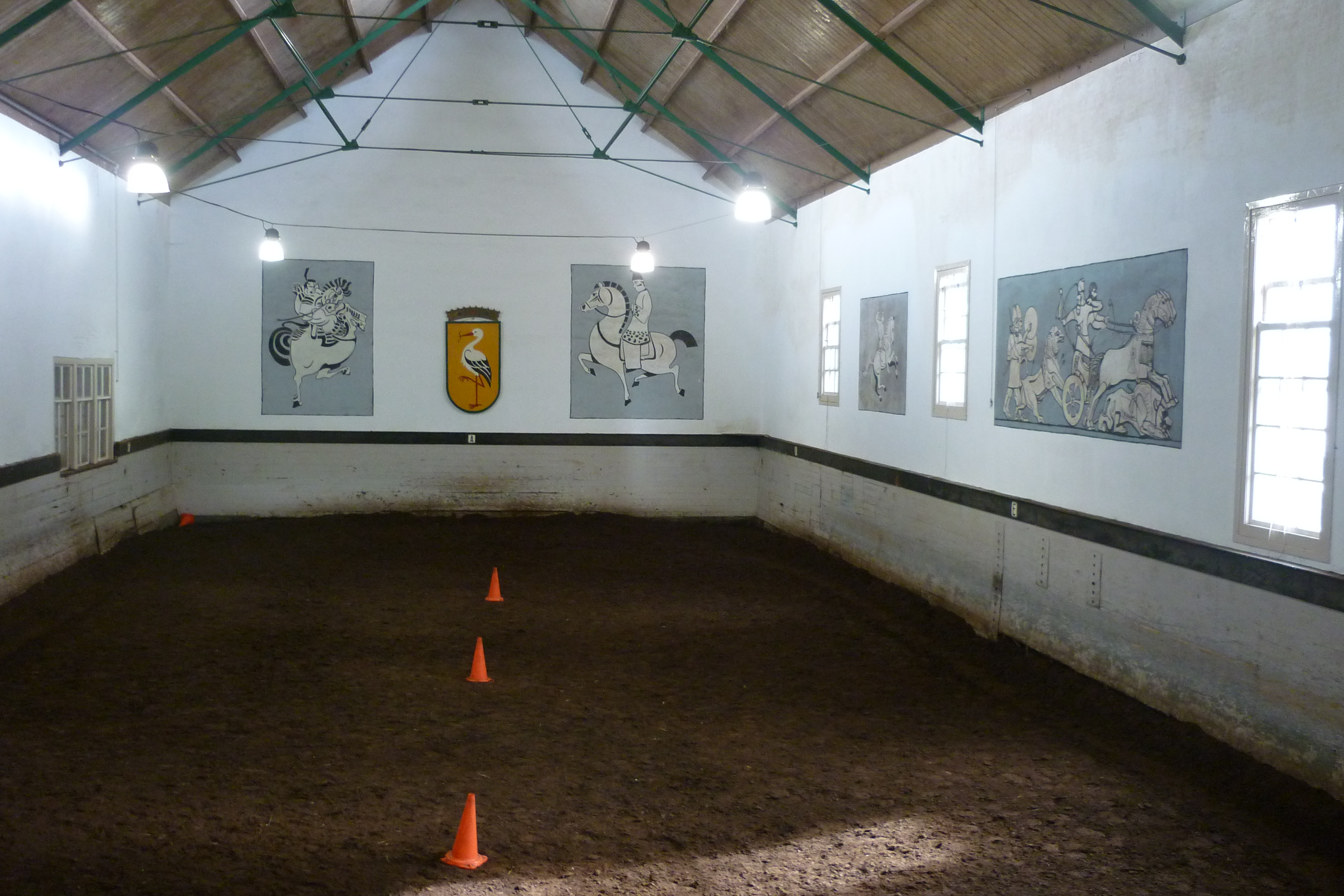
Stadsrijschool

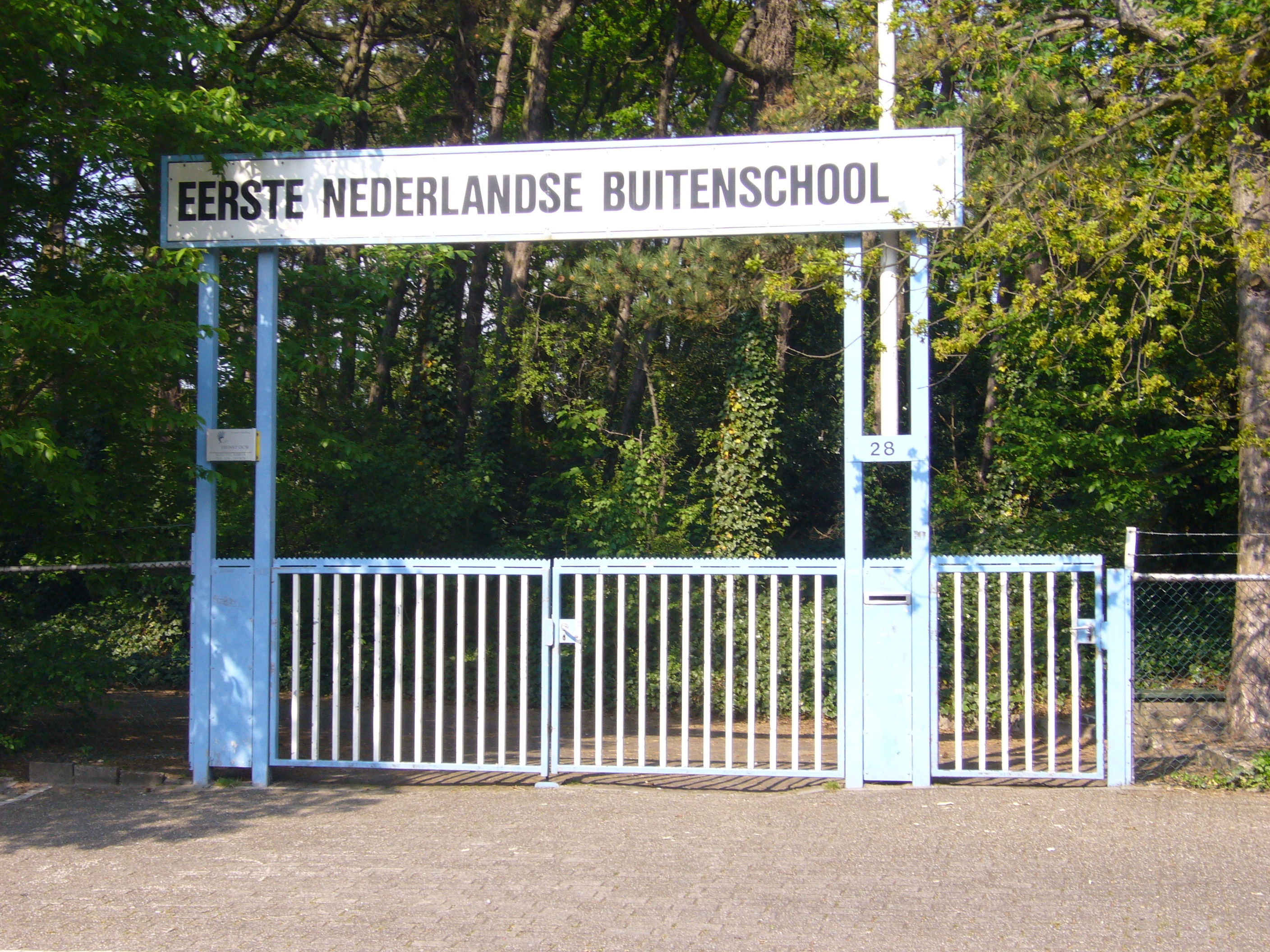
Eerste Nederlandse Buitenschool

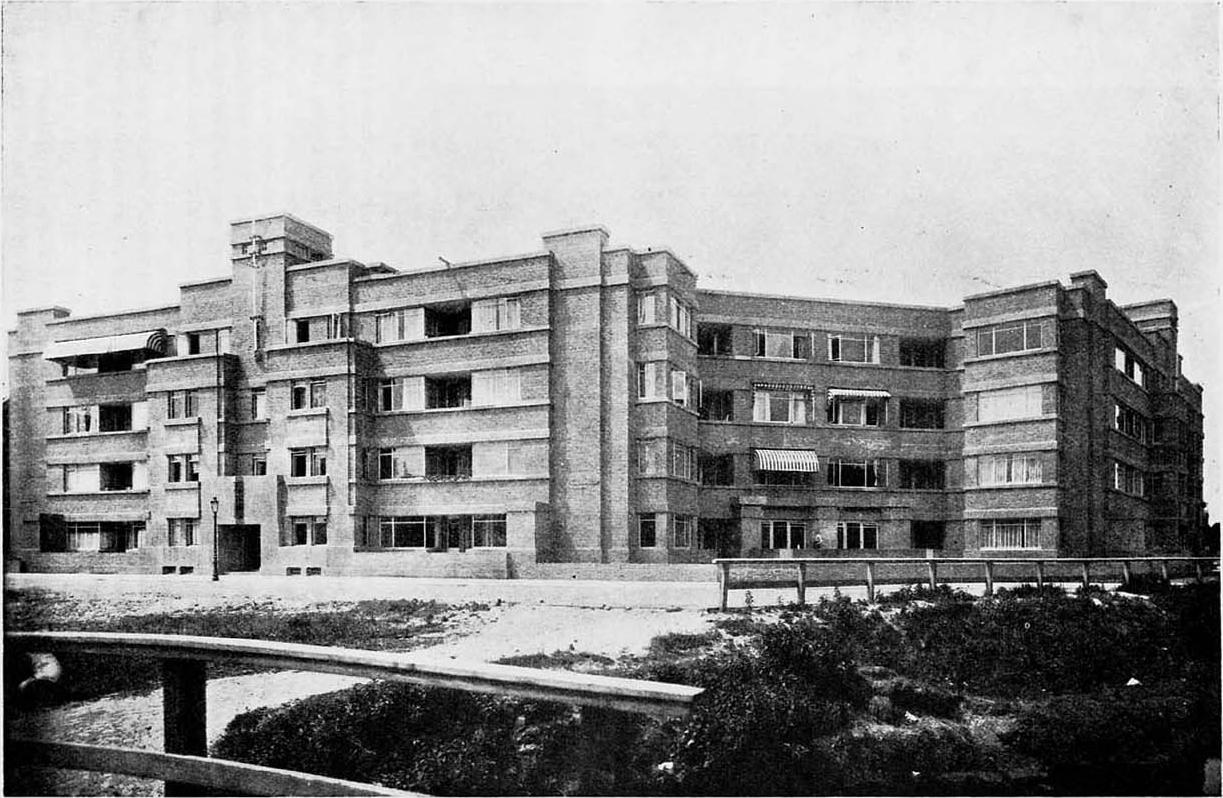
Huize Boszicht

Haagse Primeurs is een overzicht van primeurs die voor een deel de geschiedenis van Den Haag hebben bepaald.

## Enkele Haagse primeurs
- 1682 - Koninklijke Academie van Beeldende Kunsten, de eerste kunstacademie.
- 1774 - Galerij Prins Willem V aan het Buitenhof was het eerste openbare museum.
- 1785 - Eerste bemande ballonvaart in Nederland door Jean Pierre Blanchard vanuit de Paleistuin.
- 1813 - 's-Gravenhaagsche Stadsrijschool, de eerste burgerrijschool.
- 1838 - Gymnasium Haganum was voorheen de Latijnse school.
- 1843 - Groote Koninklijke Bazar in de Zeestraat, het eerste warenhuis. Dirk Boer had voordien een winkel op het Plein. In de Bazar werden veel artikelen uit het Verre Oosten verkocht.
- 1843 - Zwemschool Scheveningen van Johannes Smits, die in 1843 werd geopend, was de eerste zwemschool voor burgers in Nederland.
- 1852 - Museum Meermanno is het oudste boekenmuseum ter wereld.
- 1865 - Eerste Gemeentelijke Hogere Burgerschool was de eerste gemeentelijke HBS, de eerste Rijks Hogere Burgerschool was in Groningen.
- 1869 - Willemspark, het eerste villapark in Nederland.
- 1881 - Panorama Mesdag.
- 1883 - 's-Gravenhaagsche zwem- en badinrichting Mauritskade, het eerste overdekte zwembad in Nederland.
- 1885 - Elektriciteitscentrale aan de Hofsingel, met een bereik van 500 meter.
- 1888 - Haagse Kookschool, later de Huishoudschool Laan van Meerdervoort.
- 1889 - De Bataaf, eerste tennispark.
- 1893 - Hague Golfclub, oudste golfclub van Nederland, nu de Koninklijke Haagsche Golf & Country Club.
- 1896 - In een vleugel van het Kurhaus werd de eerste filmvoorstelling gegeven in een speciale theaterzaal.
- 1901 - Scheveningse pier, de eerste en enige wandelpier van Nederland werd door Prins Hendrik geopend.
- 1901 - Eerste Nederlandse consultatiebureau[1] geopend door dokter Broer Pieter Bernard Plantenga (1870-1955).
- 1910 - Haagse Waterscouts - Baron van Pallandt opgericht, de oudste waterscoutinggroep van Nederland.
- 1913 - Pomona, een vegetarisch hotel-restaurant, nu Parkhotel
- 1913 - Eerste Nederlandse Buitenschool.
- 1920 - Huize Boschzicht, het eerste woonhotel met restaurant en een lift naar de keuken.
- 1926 - De eerste roltrap (in de Bijenkorf).
- 1927 - Tennispark Marlot, de eerste overdekte tennisbanen.
- 1929 - Nirwana, het oudste flatgebouw.
- 1930 - De Torengarage, eerste gestapelde garage.
- 1936 - Verkeerslicht op de kruising van de Laan van Meerdervoort en de Anna Paulownastraat, een uitprobeersel omdat het zo'n druk kruispunt was[2]. Door beide straten liep toen nog een tram.
- 1955 - Mobarak moskee, de eerste moskee op Nederlandse bodem.
- 1984 - Omniversum, het enige grootbeeldkoepeltheater in Nederland.
- 2012 - Aloysius College start met Poolse les op HAVO en VWO niveau.

## Trams
Verder had Den Haag de eerste paardentram (1864), de eerste stoomtrein (1879), de eerste accutram (1890-1904) en de eerste elektrische tram (Den Haag-Scheveningen) in Nederland. Ook de eerste trambaan met gras tussen de rails (Scheveningseweg, 1973).